# Lonchidia lissonota
Lonchidia lissonota är en stekelart som beskrevs av Thomson 1862. Lonchidia lissonota ingår i släktet Lonchidia, och familjen glattsteklar. Arten är reproducerande i Sverige.